# Angerberg
Angerberg é um município da Áustria, situado no distrito de Kufstein, no estado do Tirol. Tem 19,48 km² de área e sua população em 2019 foi estimada em 1.896 habitantes.